# Madelena (estación)
La estación sencilla Centro Comercial Paseo Villa del Río - Madelena, hace parte del sistema de transporte masivo de Bogotá llamado TransMilenio inaugurado en el año 2000.

## Ubicación
La estación está ubicada en el sector suroccidente de la ciudad, específicamente sobre la Autopista Sur ente carreras 64B y 66A. Se accede a ella por medio de un puente peatonal ubicado sobre la Carrera 64A.
Atiende la demanda de los barrios Madelena, Guadalupe, Villa del Río y sus alrededores.
En las cercanías están el Centro Comercial Paseo Villa del Río, una estación de servicio Texaco y la zona industrial de la Autopista Sur.

## Origen del nombre
La estación recibe su nombre del barrio ubicado en el costado sur. Únicamente se llamó «Madelena», sin embargo, en el marco del plan que tiene la empresa TransMilenio para buscar aliados comerciales, en febrero de 2022 al nombre de la estación se le añadió el texto «Centro Comercial Paseo Villa del Río».

## Historia
La inauguración de la estación se realizó el 15 de abril de 2006, siendo parte del tramo comprendido entre las estaciones Alquería y Portal Sur - JFK Cooperativa Financiera de la troncal NQS.
Durante el Paro nacional de 2021, la estación sufrió diversos ataques que afectaron de forma considerable las puertas de vidrio y demás infraestructura de la estación, razón por la cual se encontró inoperativa.

## Servicios de la estación

### Servicios troncales
| Tipo                                            | Rutas al Norte | Rutas al Oriente | Rutas al Sur |
| ----------------------------------------------- | -------------- | ---------------- | ------------ |
| Ruta fácil                                      | 4              |                  | 4            |
| Expresos todos los días todo el día             |                | M47              | G47          |
| Expresos lunes a viernes hora pico de la mañana |                | A52              |              |
| Expresos lunes a viernes hora pico de la tarde  |                |                  | G52          |
| Expresos lunes a sábado todo el día             | B11            |                  | G11          |

### Esquema
| ← Norte    |         |         |
| Carrera 67 | 4A52    | B11M47  |
| Puente     | Vagón 2 | Vagón 1 |
| Carrera 67 | 4G52    | G11G47  |
| Sur →      |         |         |

### Servicios urbanos
Así mismo funcionan las siguientes rutas urbanas del SITP en los costados externos a la estación, circulando por los carriles de tráfico mixto sobre la Avenida NQS, con posibilidad de trasbordo usando la tarjeta TuLlave:
| Código | Sector              | Dirección              | Rutas                                     |
| ------ | ------------------- | ---------------------- | ----------------------------------------- |
| 043A10 | H Estación Madelena | Autopista Sur - KR 66A | K505K635 56A 579 599 C80 C701 P7 T163     |
| 056A09 | G Estación Madelena | Autopista Sur - KR 66A | G505H635L816 56A 579 599 C80 C701 P7 T163 |
| 056B09 | G Estación Madelena | Autopista Sur - KR 64  | Sin rutas                                 |

## Ubicación geográfica
| Noroeste: Bosa           | Norte: F Pradera - Plaza Central | Nordeste: Bosa          |
| Oeste: G Perdomo         |                                  | Este: G Sevillana       |
| Suroeste: Ciudad Bolívar | Sur: Ciudad Bolívar              | Sureste: Ciudad Bolívar |